# O Incerto Amanhã
Hurry Sundown (bra/prt: O Incerto Amanhã)é um filme estadunidense de 1967, do gênero drama, dirigido por Otto Preminger, com roteiro de Horton Foote e Thomas C. Ryan baseado no romance Hurry Sundown, de K.B. Gilden (pseudônimo do casal Katya e Bert Gilden).

## Elenco
- Michael Caine..... Henry Warren
- Jane Fonda..... Julie Ann Warren
- Diahann Carroll..... Vivian Thurlow
- Beah Richards..... Rose Scott
- Robert Hooks..... Reeve Scott
- Faye Dunaway..... Lou McDowell
- John Phillip Law..... Rad McDowell
- Luke Askew..... Dolph Higginson
- George Kennedy..... xerife Coombs
- Burgess Meredith..... juiz Purcell
- Madeleine Sherwood..... Eula Purcell
- Frank Converse..... rev. Clem De Lavery
- Robert Reed..... Lars Finchley
- Jim Backus..... Carter Sillens

## Prêmios e indicações
| Prêmio             | Categoria                     | Recipiente   | Resultado |
| ------------------ | ----------------------------- | ------------ | --------- |
| Globo de Ouro 1967 | Revelação feminina            | Faye Dunaway | Indicado  |
| BAFTA 1968         | Melhor ator/atriz em ascensão | Faye Dunaway | Venceu    |

## Sinopse
Em 1946, o corrupto e oportunista Henry Warren convence a esposa Julie Ann, herdeira de uma vasta área rural em Riverdale, na Geórgia, a vender as terras da família para um grande empreendedor do norte. Os donos de algumas partes das terras — um primo de Henry e um sitiante negro —, aliam-se contra as pretensões de Henry, gerando um conflito judicial que envolve racismo e violência.

## Produção
Ao meio das filmagens, Preminger substituiu o fotógrafo Loyal Griggs por Milton R. Krasner quando Griggs machucou fortemente as costas. Mais tarde baniu o roteirista Ryan do set por conversar com Rex Reed para um artigo publicado no New York Times. Reed chamou o diretor de autocrático, citou Michael Caine como o único feliz enquanto todos a volta se sentiam miseráveis e declarou que Griggs tinha sido despedido por Preminger "num momento de fúria incontrolável". Griggs exigiu e recebeu uma retratação do Times.
Faye Dunaway disse que sentia que Preminger não sabia nada sobre atuação. Ela se ressentia de gritos em público e comentou "Uma vez que cruzam o meu limite, não sou muito de conciliação". Após terminar suas cenas ela quis que Preminger a liberasse de seu contrato que previa cinco filmes com ele. Um acordo foi feito em março de 1968. Dunaway mais tarde admitiu que o negócio lhe custara muito dinheiro e se arrependera mas realmente achava o diretor "horrível".